# Politique en Sierra Leone
La Sierra Leone est une république multipartite à régime présidentiel, où le président de la République est à la fois chef de l’État et chef du gouvernement. Le pouvoir exécutif est aux mains du gouvernement tandis que le pouvoir législatif est partagé entre le gouvernement et la Chambre des représentants. Le pouvoir judiciaire est indépendant de l’exécutif et du législatif.

## Pouvoir exécutif
| Fonction                        | Nom                   | Parti | Depuis       |
| ------------------------------- | --------------------- | ----- | ------------ |
| Président de la République      | Julius Maada Bio      | SLPP  | 4 avril 2018 |
| Vice-président de la République | Mohamed Juldeh Jalloh | SLPP  | 4 avril 2018 |

Le président de la République est élu au suffrage populaire pour un mandat de cinq ans, renouvelable une fois. Les dernières élections ont eu lieu le 31 mars 2018, remportées par Julius Maada Bio avec 51,8 % des voix contre Samura Kamara (48,2 %).
Les ministres sont nommés par le président de la République avec l’aval de la Chambre des représentants.

## Pouvoir législatif
Le Parlement de Sierra Leone est un parlement monocaméral composé de 146 députés élus pour cinq ans.
132 sièges sont à pourvoir au suffrage universel direct selon un mode de scrutin uninominal majoritaire à un tour dans 132 circonscriptions uninominales répartis dans les provinces de Sierra Leone.
Les 14 sièges restants sont réservés aux chefs coutumiers élus au scrutin indirect.
Avant 2018, les députés directement élus étaient au nombre de 112, à raison de 40 circonscriptions dans la province du Nord, 27 dans la province de l'Est, 25 dans la province du Sud et 20 dans la zone de l'Ouest.

## Partis politiques et élections
Partis politiques de Sierra Leone,
Élection présidentielle de Sierra Leone de 2007,
Élections législatives de Sierra Leone de 2007.

## Pouvoir judiciaire
Le système judiciaire de Sierra Leone compte une Haute Cour, une Cour d’appel et une Cour suprême. Les juges de la Haute Cour sont nommés par le président sur présentation par la Commission législative et judiciaire, avec l’aval du Parlement. La constitution de 1991 introduit un ombudsman compétent pour recevoir les plaintes contre les pouvoirs publics.

## Exécutif local
L’unité exécutive locale est la chefferie, avec à sa tête un chef supérieur et un conseil des anciens. Les villes de Freetown, Bo, Kenema et Makeni ont également un conseil élu et un maire.